# Order „Przyjaźń” (Kazachstan)
Order „Przyjaźń” (kaz. Достық ордені) – odznaczenie państwowe Republiki Kazachstanu. Order „Przyjaźń” jest kazachskim kontynuatorem radzieckiego Orderu Przyjaźni Narodów, po którym odziedziczył wstążkę.

## Statut orderu
Order „Przyjaźń” został ustanowiony 12 grudnia 1995 roku Ustawą „O odznaczeniach państwowych Republiki Kazachstanu”. Ustawą № 462-1 z dnia 26 lipca 1999 roku order został rozdzielony na dwa stopnie, a także zatwierdzono jego nowy wygląd.

## Opis orderu
Odznaka Orderu wykonana jest z pozłacanego srebra i ma kształt dziewięcioramiennej gwiazdy, której promienie mają kształt płatków i są pokryte biało-niebieską emalią. Pomiędzy promieniami znajduje się element ornamentyki ludowej oraz dwuścienne pasy jednakowej wielkości, symbolizujące promienie słońca. Pośrodku gwiazdy znajduje się medalion ze złotym wizerunkiem mapy części Azji Południowo-Zachodniej i Azji Środkowej, z konturowym zaznaczeniem granic Kazachstanu niebieską emalią, którą są pokryte także wizerunki mórz i oceanów. Medalion otoczony jest niebieską obwódką, w której dolnej części znajduje się złoty napis ДОСТЫК (z kaz. „Przyjaźń”).
Gwiazda orderu jest srebrna, ośmioramienna, utworzona przez dwuścienne promienie o różnych rozmiarach. W promieniach gwiazdy umieszczono cyrkonie imitujące diamenty. Żłobienia promieni pokrywa niebieska emalia. Na srebrną gwiazdę nałożona jest złota ośmioramienna gwiazda z dwuściennymi prostymi promieniami, pośrodku której znajduje się medalion ze złotym wizerunkiem mapy części Azji Mniejszej i Azji Środkowej z konturowym zaznaczeniem granic Kazachstanu, identycznym jak na odznace orderu. Medalion otoczony jest złotą obwódką z umieszczonymi w półkolu rubinami, a u jej dołu widnieje napis ДОСТЫК, wyżłobiony i wypełniony niebieską emalią.
Odznaka Orderu I klasy jest nieco większa od odznaki Orderu II klasy. Odznaka Orderu I stopnia mocowana jest do wstęgi naramiennej o szerokości 100 mm. Odznaka Orderu II stopnia mocowana jest za pomocą oczka i pierścienia do sześcioramiennej zawieszki, a ta do wstążki o szerokości 32 mm.